# Strada nazionale 7 (Argentina)
La strada nazionale 7 (in spagnolo Ruta Nacional 7 Carretera Libertador General San Martín) è una strada statale argentina che unisce la capitale Buenos Aires con la frontiera cilena attraversando il paese da est ad ovest. Il suo tracciato inizia all'altezza dell'Avenida General Paz (che costituisce il confine tra la città di Buenos Aires e l'omonima provincia) e termina nella provincia di Mendoza all'ingresso del tunnel del Cristo Redentore al confine, dopo un percorso di 1.235 km. 

## Storia

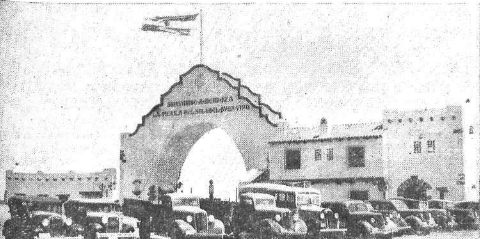
Arco di Desaguadero, al confine tra le province di San Luis e Mendoza.

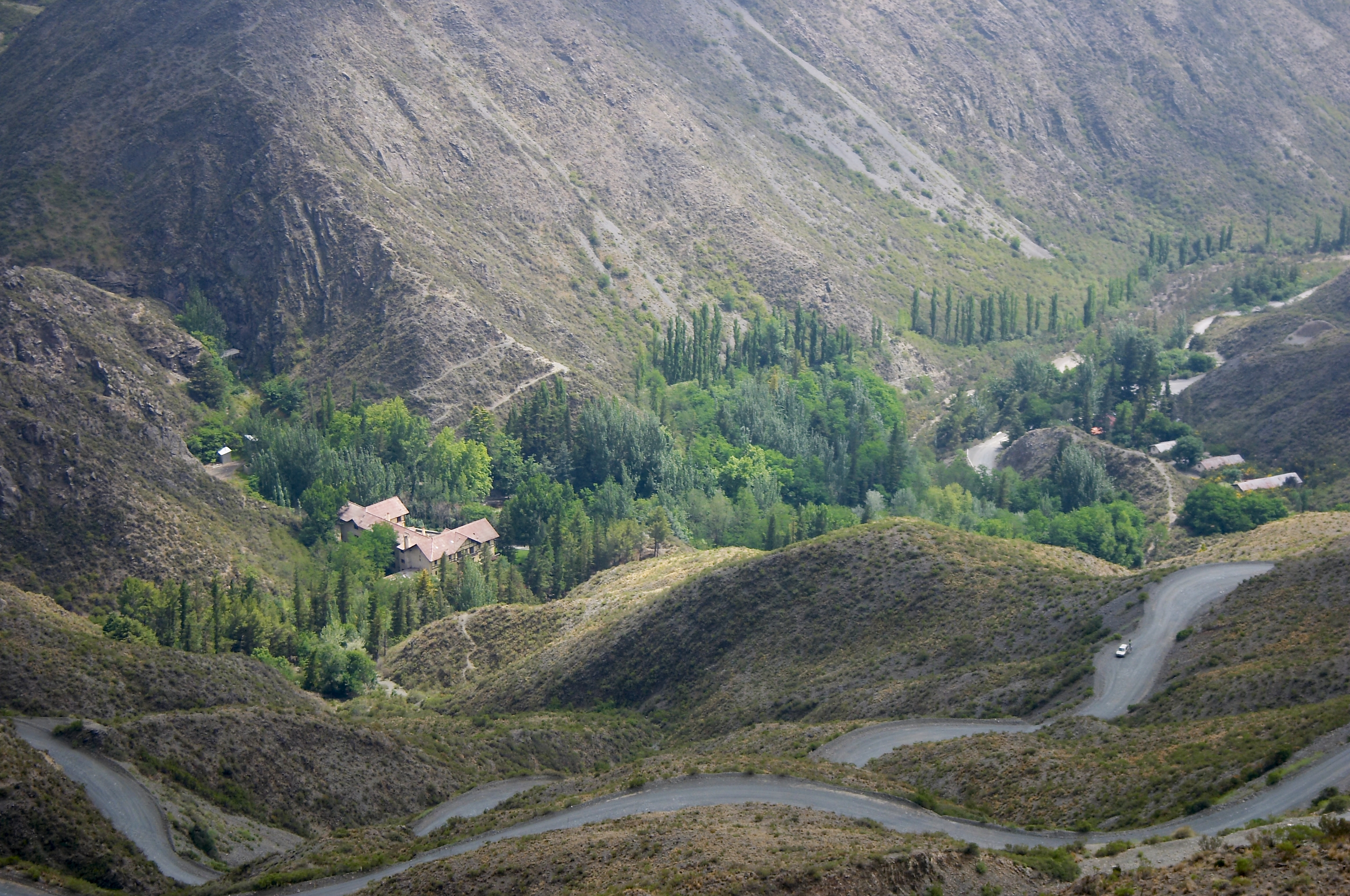
Il vecchio tratto di strada nell'area delle "Caracoles de Villavicencio".

L'origine di questa strada risale al Camino Real del Oeste, utilizzato fin dall'epoca coloniale per viaggiare da Buenos Aires, passando per San Luis e Mendoza e arrivando a Santiago del Cile. Dopo la comparsa della ferrovia alla fine del XIX secolo, questa strada perse la sua importanza.
Intorno alle stazioni ferroviarie sono sorte nuove città servite solo dalla ferrovia.
Con lo sviluppo delle ferrovie, nel 1932 il Congresso Nazionale creò la Dirección Nacional de Vialidad. Tre anni più tardi questo ente statale iniziò a costruire un nuovo percorso parallelo al tracciato della Ferrovia Buenos Aires-Pacifico, che in seguito divenne la Ferrovia General San Martín. A questa strada fu attribuito il numero 7.

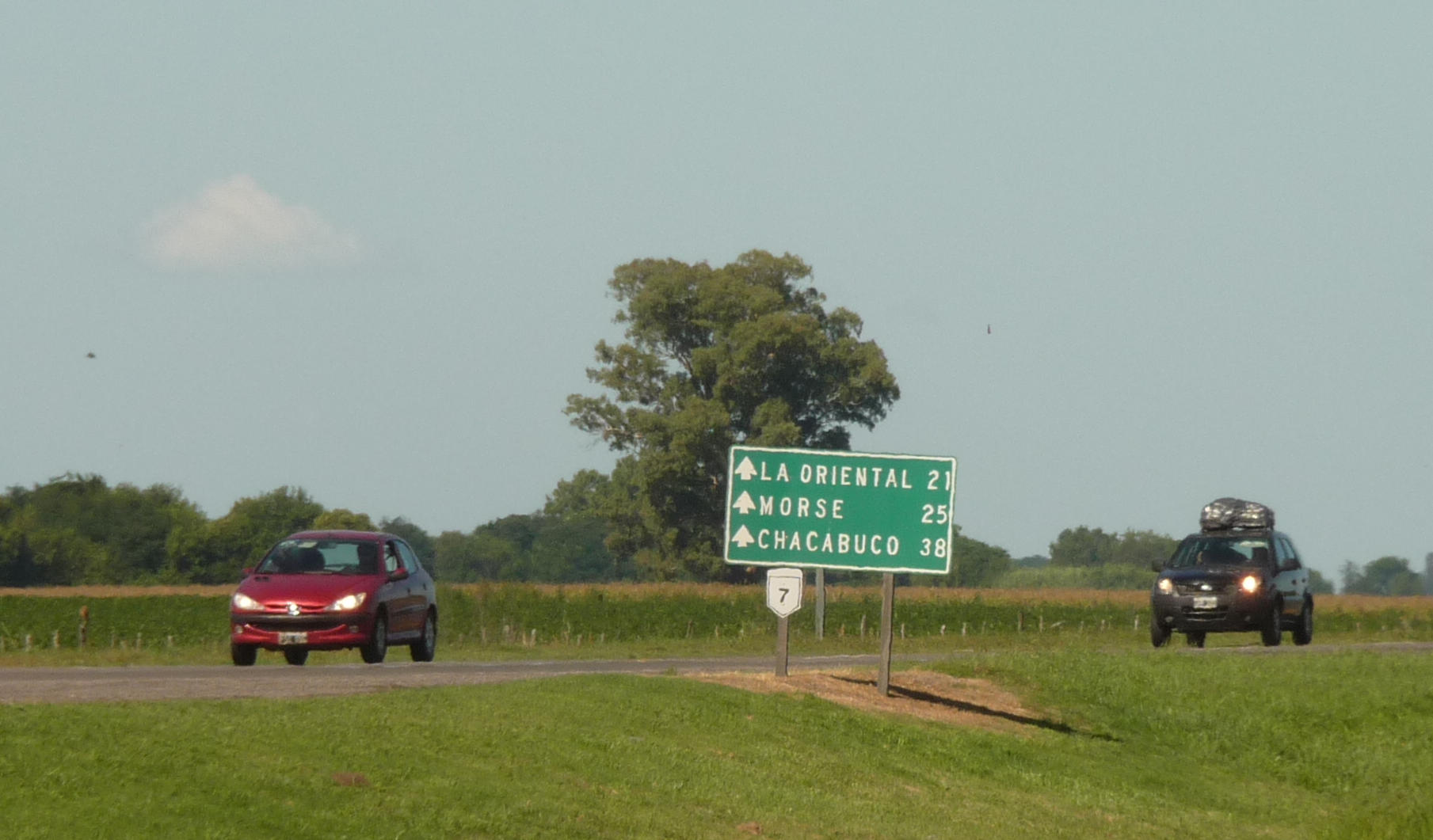
La strada 7 tra Chacabuco e Junín.

Nel giugno 1942 furono completati i lavori di pavimentazione tra le cittadine di Chacabuco e Junín. Tra il 1968 e il 1969 fu asfaltato il tratto compreso tra Junín e Laboulaye con un tracciato diverso (un po' più a sud) per separare il percorso dalla ferrovia e dalle città, aumentando così la velocità del traffico. Il 2 ottobre 1969 fu inaugurato il tratto di 67 km tra Laboulaye e Rufino mentre il 28 ottobre dello stesso anno fu inaugurato il tratto di 165 km tra Junín e Rufino. Nel 1975 la pavimentazione raggiunse Villa Mercedes, all'incrocio con la Strada nazionale 8, che era la principale strada utilizzata per accedere da Buenos Aires all'ovest del Paese, essendo asfaltata dal 1940.567
Nel tratto tra Mendoza a Uspallata, questa strada passava per le "Caracoles de Villavicencio", un percorso montuoso con altezze di circa 3.000 metri sul livello del mare e 365 curve. A causa della pericolosità del percorso, negli anni Cinquanta si decise di realizzare un nuovo tracciato lungo il fiume Mendoza, cioè più a sud. Questo tratto, del tutto provvisorio, fu aperto nel 1961. La Dirección Nacional de Vialidad terminò questa strada nel 1971 prolungando il percorso asfaltato sino a Uspallata.
Il passo successivo fu quello di trasformare il tracciato in una strada a doppia carreggiata nel tratto che collegava le città di San Martín e Mendoza; si trattava di due tratti, rispettivamente di 25 km (Mendoza-Las Margaritas) e 17 km (Las Margaritas-San Martín), il primo dei quali fu completato nel 1977 e il secondo nel 1979, poiché richiedeva la costruzione di un nuovo ponte per consentire l'attraversamento del fiume Mendoza. Inoltre, fu progettata e realizzata una modifica del tracciato originale a partire dalle vicinanze della città di Mendoza, nei pressi di La Paz, con una deviazione di circa 1,5 km verso nord, in modo da passare nelle vicinanze delle città toccate dal vecchio tracciato, secondo i criteri dell'epoca. Il tratto di 140 km dell'itinerario originale fu trasferito alla giurisdizione della Provincia di Mendoza e prese il nome di Strada Provinciale 50.
Il decreto nazionale 1595 del 1979 trasferì alla Provincia di Mendoza la giurisdizione dell'ex tratto Las Heras-Villavicencio-Uspallata lungo 97,2 km, che oggi è la Strada Provinciale 52. Allo stesso modo, 53 km della Strada Provinciale 82, da Luján de Cuyo a Potrerillos, furono trasferiti alla giurisdizione nazionale, collegando così Mendoza con Uspallata via Potrerillos.
La strada a ovest di Uspallata, con i ponti oggi in uso, poté essere completata tra il 1978 e il 1979.
Un altro vecchio tratto della strada 7 era l'accesso al confine con il Cile, una strada tortuosa che da Las Cuevas arrivava al Passo della Cumbre, dove si trova la statua del Cristo Redentore. Nel 1977 il tunnel della ferrovia transandina, inaugurato il 5 aprile 1910, fu trasformato in un tunnel misto, con capacità di traffico veicolare e ferroviario. Con la costruzione del Tunnel del Cristo Redentore, inaugurato il 23 maggio 1980, parallelo al suddetto tunnel, la strada che porta al Passo della Cumbre serve solo come strada turistica ed è aperta solo in estate. Il nome attuale è Strada nazionale A006.
L'accesso dalla città di Buenos Aires a Luján avveniva in passato attraverso il viale parallelo ai binari della ferrovia Sarmiento (noto come Avenida Rivadavia fino al sobborgo di Morón). Con la costruzione dell'Acceso Oeste un chilometro più a nord, il governo nazionale trasferì la competenza sul vecchio tratto di 52,55 km alla Provincia di Buenos Aires attraverso il decreto nazionale citato nel paragrafo precedente. La Provincia di Buenos Aires l'ha rilevato poi nel 1988, cambiando il nome in Ruta Provincial 7.

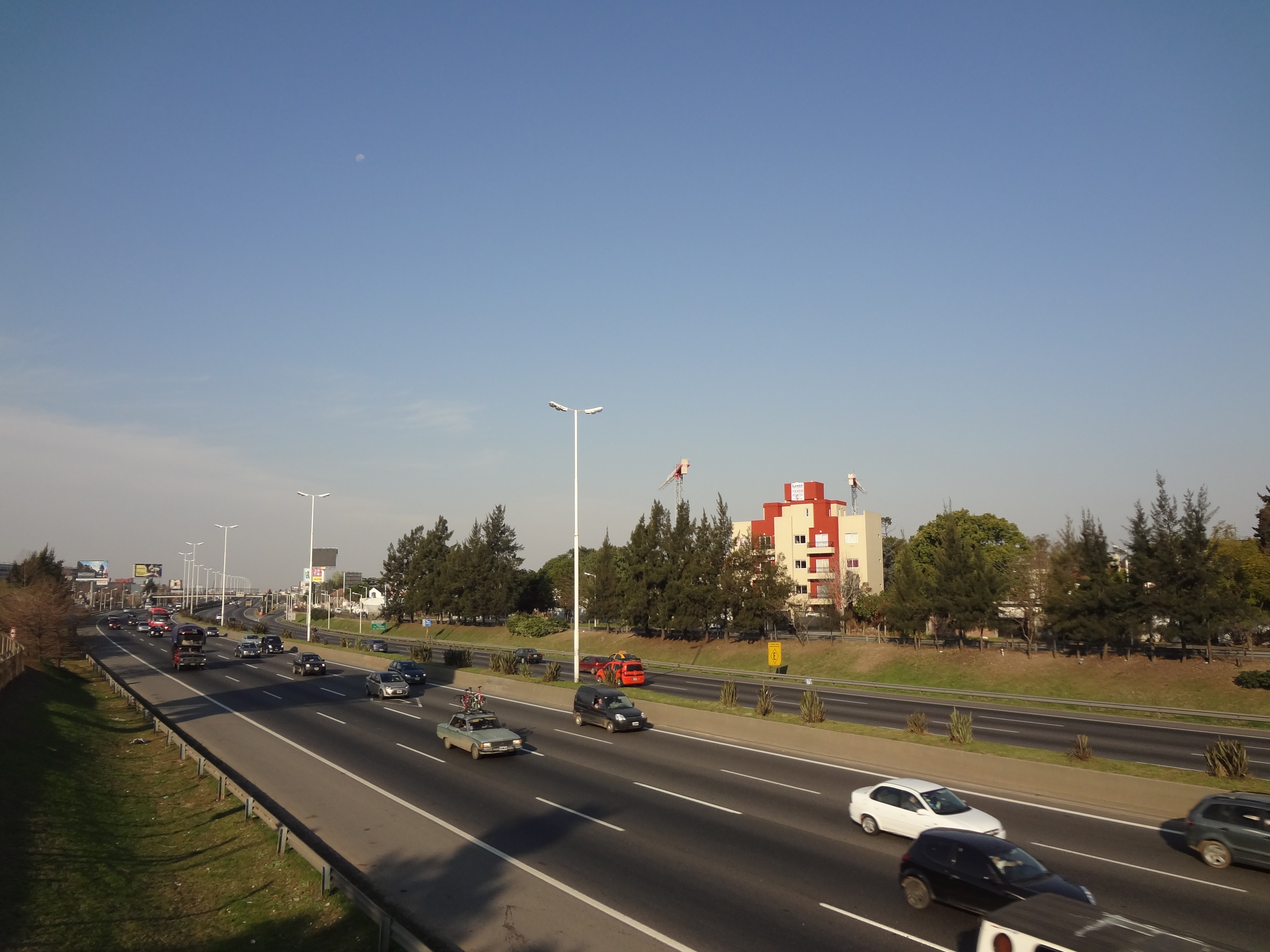
L'autostrada Acceso Oeste nei pressi di El Palomar.

L'autostrada che collega l'Avenida General Paz a Luján, l'Acceso Oeste, è stata costruita in varie fasi nell'arco di oltre vent'anni, fino a quando, il 1º settembre 1998, è stato inaugurato l'ultimo tratto dell'autostrada che collega l'Avenida General Paz a Morón. Per realizzare quest'opera, è stato necessario espropriare diversi chilometri di terreno su cui erano state costruite delle case, dato che questa strada attraversa le aree urbane della Grande Buenos Aires.
Nel maggio 2001 è iniziata la costruzione dell'autostrada, lunga 212 km, nella provincia di San Luis, con fondi provinciali. L'opera è stata inaugurata il 16 aprile 2003 e ha la particolarità di essere illuminata per tutta la sua lunghezza. Il tracciato è stato modificato in prossimità del capoluogo provinciale, in modo che la doppia carreggiata passi più a sud, cioè più lontano dal centro della città. In base alla legge VIII-0258-2004 della Provincia di San Luis questo tratto si chiama Autopista de las Serranías Puntanas. Il vecchio tracciato di 11,6 km è stato trasferito alla giurisdizione provinciale. Il governo di San Luis l'ha trasformata in un'autostrada, inaugurata il 27 luglio 2007 con il nome di Avenida Parque Gobernador José Santos Ortiz.
A causa della costruzione del bacino di Potrerillos, a sud-ovest della città di Mendoza, è stato necessario costruire 10 km di strada in una zona più elevata e due ponti stradali. L'opera è stata inaugurata il 23 agosto 2004. Questo tratto di strada ha suscitato polemiche durante il periodo di progettazione, poiché attraversa un importante sito paleontologico.
All'ottobre 2019 risultava a carreggiata doppia il tratto compreso tra Buenos Aires e Carmen de Areco, lungo complessivamente 126 km.
Nel giugno 2021 è stato completato il raddoppio del tratto Chacabuco-Junín.